# Magura Żydowska
Magura Żydowska (ukr. Жид-Магура, Żyd-Mahura, więcej zob. niżej) – szczyt w paśmie Połoniny Borżawskiej zlokalizowany na terenie rejonu chuściańskiego ukraińskiego obwodu zakarpackiego.

## Geografia
Szczyt Magury Żydowskiej znajduje się w środkowej części głównego grzbietu Połoniny Borżawskiej. Wznosi się na wysokość 1517 m n.p.m. (1516,8 m n.p.m.) przy wybitności wynoszącej 177 m i izolacji 4,8 km (najbliższy wyższy szczyt to Wielki Wierch). Pod względem wysokości jest to trzeci szczyt pasma. Po stronie północno-zachodniej najbliższym wyróżnianym szczytem jest Hymba (1491 m n.p.m.) oddalona o ok. 2 km. Pomiędzy nią a Magurą Żydowską znajdują się jeszcze dwa niewybitne wzniesienia przekraczające kolejno 1460 i 1470 m n.p.m. (grzbiet Midianycia). Z ostatniej przełączki na wierzchołek Magury Żydowskiej grzbiet wznosi się zaledwie o ok. 60 m. Po stronie południowo-wschodniej stoki Połoniny Borżawskiej prowadzą ok. 100 m niżej, porównując do strony przeciwnej – opadają ku przełączce o wysokości ok. 1365 m n.p.m., by po minięciu dwóch niewybitnych kop (1386 i pow. 1360 m n.p.m.) dotrzeć na wyróżniany szczyt Hrab (1374 lub 1378 m n.p.m.). Odległość w linii prostej pomiędzy Magurą Żydowską a Hrabem także wynosi w przybliżeniu 2 km.
Na zachód od szczytu, ok. 160 m poniżej wierzchołka swoje źródła ma rzeka Borżawa, dopływ Cisy. Potoki odwadniające północno-wschodnie stoki Magury stanowią dopływy Rypenki (dorzecze Riki), do której uchodzą w pobliskich wsiach Izky i Bukoweć. Przewyższenie względem dolin wynosi w przybliżeniu 950–975 m. Doliny okolicznych strumieni położonych na skłonach północnym i północno-wschodnim zostały przeobrażone w procesie erozji o pochodzeniu lodowcowym i śnieżnym. 
Góra przykryta jest połoniną, jednak w okolicy Magury Żydowskiej obserwuje się szczególnie wyraźne podnoszenie się górnej granicy lasu (buczyna), zwłaszcza wzdłuż koryt potoków. Na szczycie znajdują się wychodnie skalne. Góra jest także znana z tego, że ponadprzeciętnie często jest miejscem wyładowań atmosferycznych.
Widok z Magury Żydowskiej jest rozległy, choć szczyt znajduje się w pewnym oddaleniu od sąsiednich pasm. Panoramę od zachodu po północ przesłania poprzeczne, najwyższe ramię Połoniny Borżawskiej ze Stojem i Wielkim Wierchem. Przesuwając się w prawo dostrzec można na dalszym planie szczyty Bieszczadów (Wielka Rawka, Pikuj, Tarnica) i Beskidów Skolskich (m.in. Trościan, Magura). Na północnym wschodzie i wschodzie widoczne są liczne wierzchołki Gorganów (Mołoda, Grofa, Ihrowiec, Wielka Sywula, Negrowiec czy Strymba). Na południowym wschodzie istanieje niezakłócona linia wzroku do pojedynczych szczytów Czarnohory (Petros) i Świdowca (Bliźnica, Apecka), choć odległość do wymienionych wierzchołków wynosi od 70 do 100 km. Teoretycznie możliwa jest także obserwacja zarysu Karpat Marmaroskich (Pop Iwan) czy Gór Rodniańskich (Pietrosul Rodnei). Na bliższym planie widoczne jest pasmo Połoniny Czerwonej z najwyższym Menczułem. Panoramę na południowym zachodzie domyka widok na pasmo Wielkiego Działu z kulminacją Bużory.

## Turystyka
W okolicy szczytu przebiegają następujące znakowane szlaki turystyczne:
- Zakarpacki Szlak Turystyczny prowadzący głównym grzbietem Połony Borżawskiej od Wołowca do Miżhirji,
  -  ze wsi Izky na grzbiet główny ok. 600 m na północny zachód od szczytu Magury Żydowskiej,
- ze wsi Izky bezpośrednio na szczyt[1][3].

## Nazwa
W języku ukraińskim na określenie szczytu zamiennie używane są co do zasady dwie nazwy, choć występują one w licznych wariantach. Są to z jednej strony m.in. formy Жид-Магура (Żyd-Mahura) czy Жид Магура (Żyd Mahura), z drugiej zaś Магура-Жиде (Mahura-Żyde) bądź Маґура-Жиде (Magura-Żyde), niekiedy także w formie Маґура (Жиде). W języku polskim, oprócz przybliżonych transkrypcji mnogich endonimów ukraińskich (Żyd-Magura, Magura Żyde itp.) stosowany jest też także egzonim Magura Żydowska.

## Galeria

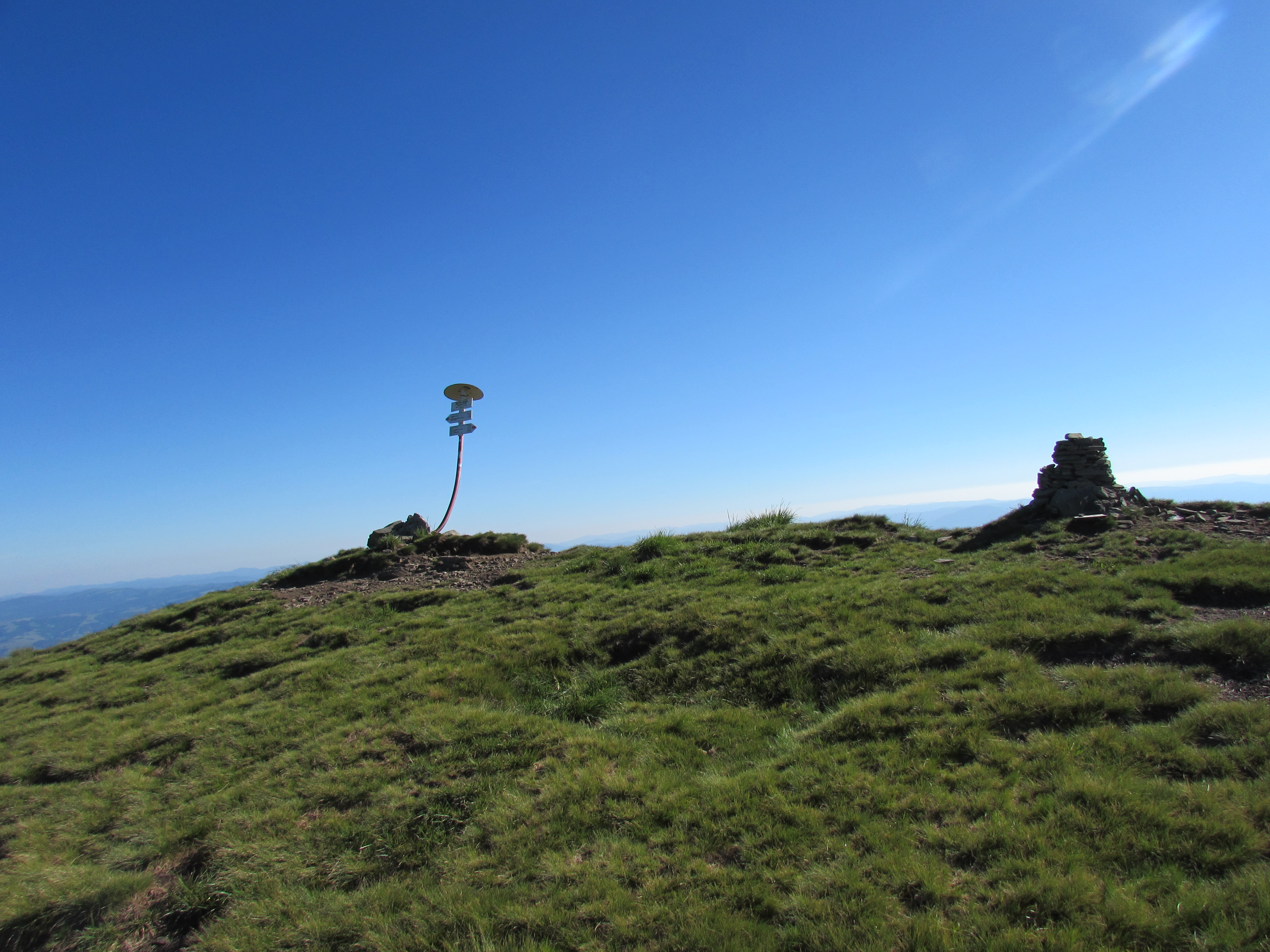
Wierzchołek góry
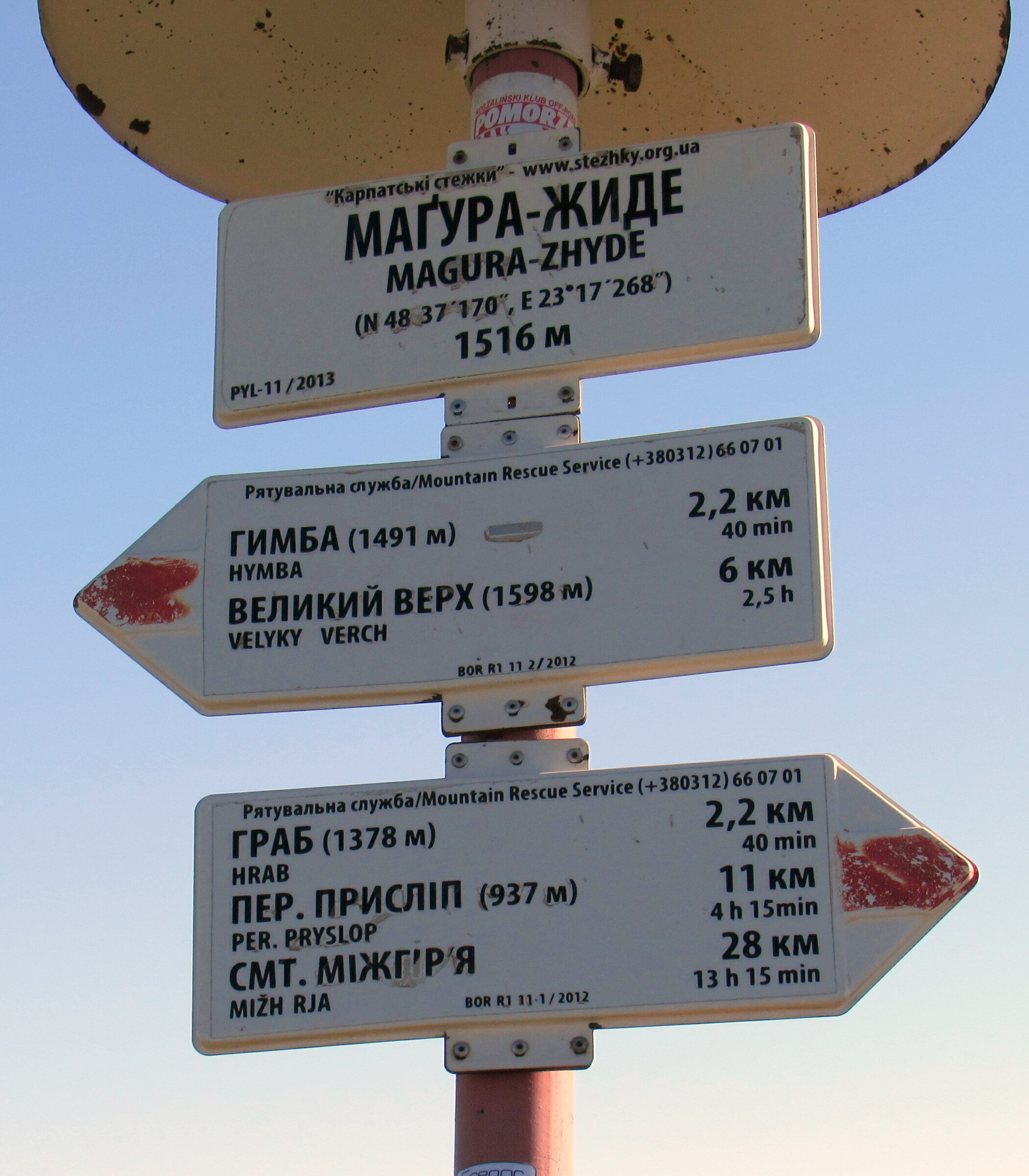
Tabliczki kierunkowe na szczycie
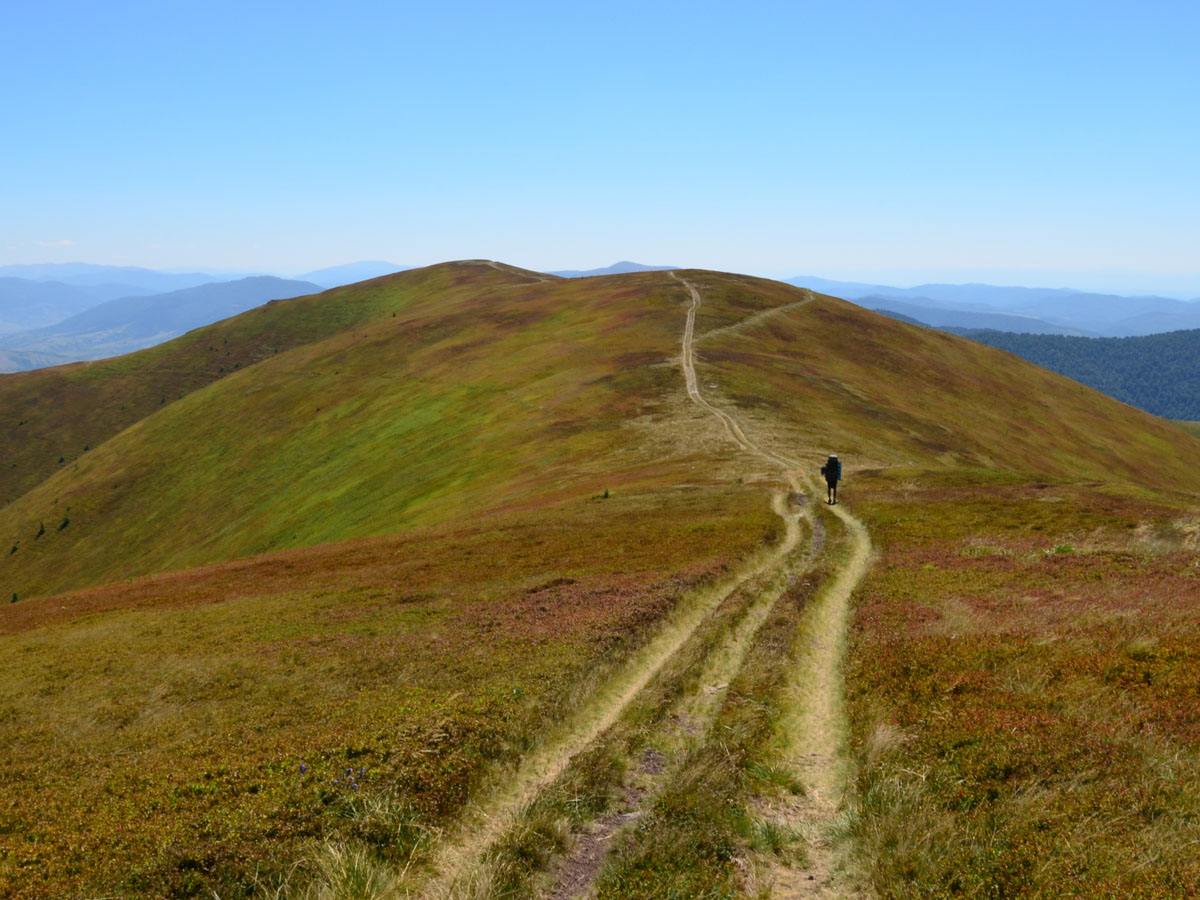
Widok spod Magury Żydowskiej na południowy wschód, ku Hrabowi